# Русская религиозная философия

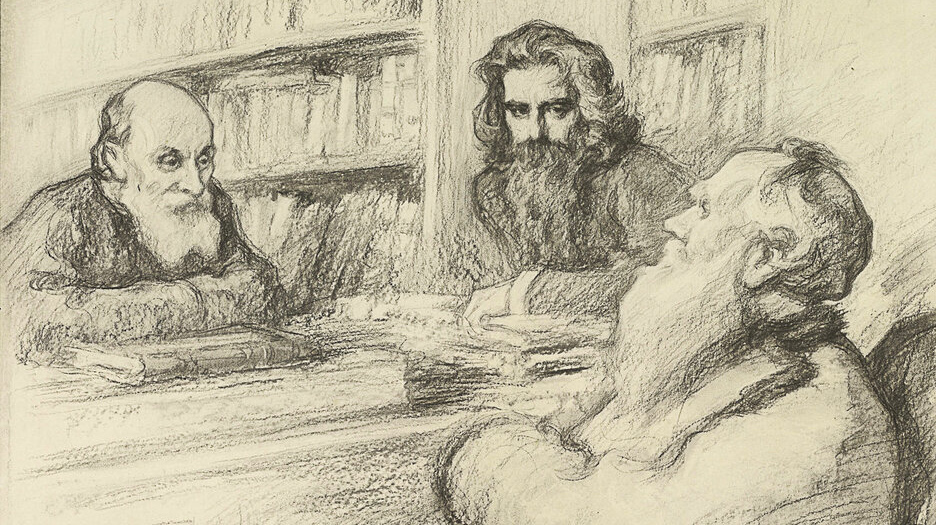
Три философа. Николай Фёдоров, Владимир Соловьёв и Лев Толстой. 1903 год. Рисунок Леонида Пастернака

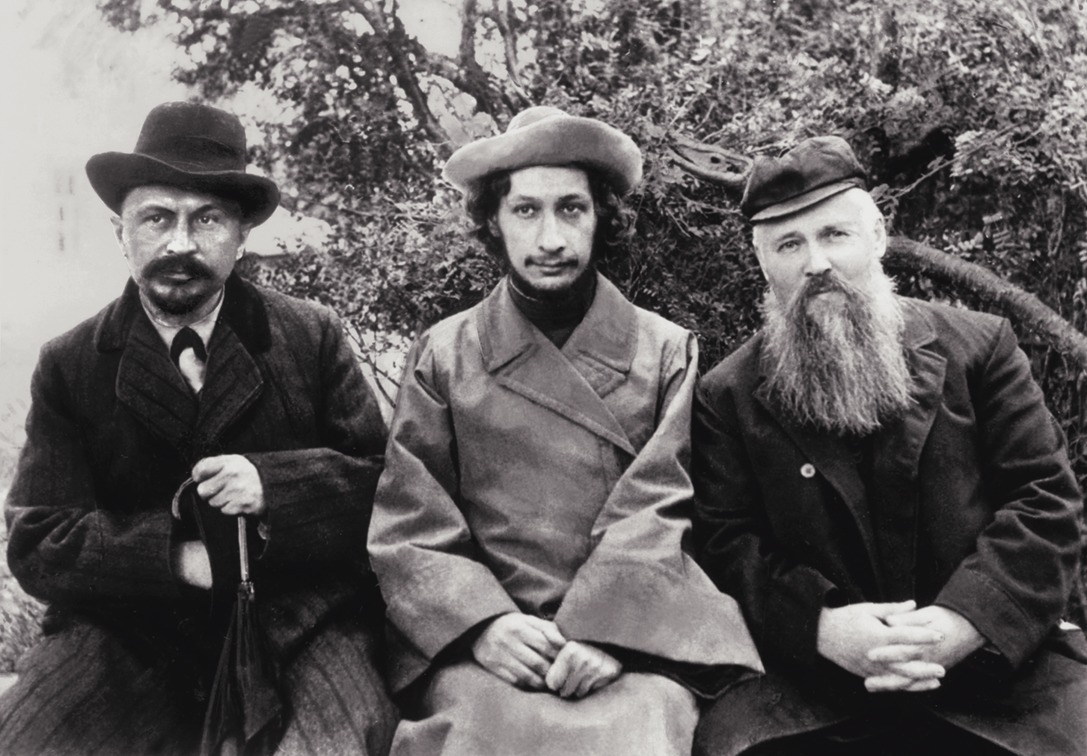
С. Н. Булгаков, священник Павел Флоренский, М. А. Новосёлов

Ру́сская религио́зная филосо́фия — направление в истории русской философии XIX—XX веков, возникшее на волне православного духовного возрождения второй половины XVIII века и получившее, в дальнейшем, широкое распространение среди крупнейших философов Российской империи и русского зарубежья. Русская религиозная философия угасла как традиция в конце XX века с уходом из жизни крупнейших её представителей из числа философов русского зарубежья, а также таких мыслителей как А. Ф. Лосев, Я. С. Друскин, С. С. Аверинцев, А. В. Мень, проживавших в СССР.
Интерес к возрождению традиции русской религиозной философии возник у многих философов в России после распада СССР, в частности, идеи русской религиозной философии были переосмыслены в трудах С. С. Хоружего.

## История

### Предпосылки возникновения
Важнейшей предпосылкой появления русской религиозной философии стала православная полемическая литература XVI—XVII веков: в полемике с иезуитами русское православное духовенство создало богатое религиозно-философское наследие, заложившее основу для религиозной философии. Православные образовательные центры XVI—XVII веков в Остроге, Киеве, Смоленске, Москве и других городах подготовили почву для появления философской православной мысли, получившей своё первое воплощение в трудах видных духовных деятелей XVIII века, в частности, в кружке Григория Сковороды, а также среди московских мартинистов, распространявших западноевропейскую протестантскую литературу. Н. Полторацкий писал об истоках русской религиозной философии: «Русская религиозная мысль существовала и в допетровской России, — своё главное назначение она видела в обосновании идеи русского православного царства, — и было бы неправильно, как это неоднократно делал Бердяев, говорить о ней, как о явлении малозначительном. В этом проф. Карташёв (коллективный сборник статей „Православие в жизни“) несомненно прав. И всё же верно, что русская философская мысль, не пройдя через период, соответствующий западноевропейскому средневековью с его схоластикой, по-настоящему оформилась только в петровской, петербургской России, Произошло это после того, как в XVIII веке в России жил и творил провозвестник русской религиозной философии Сковорода, и после того, как в XIX веке Россия на зов Петра откликнулась грандиозным явлением русской культуры и русского самосознания — Пушкиным».
Недовольство консерватизмом церкви среди дворян, а также тесное знакомство с пиетистами, привело к возникновению в России широкого интереса к синтезу православной религиозности с идеями западноевропейской мистической литературы XVI—XVIII веков, в частности, с трудами таких протестантских деятелей как Иоганн Арндт, Себастьян Франк, Якоб Бёме, Иоганн Гихтель, Кристоф Этингер, Франц фон Баадер, Луи де Сен Мартен, Юнг Штиллинг и др. Наиболее яркие и интересные воплощения этот религиозно-философский синтез получил в трудах Григория Сковороды, Ивана Лопухина, Александра Радищева, Николая Новикова, Семёна Гамалеи, Александра Лабзина. Их авторские труды о церковной жизни и христианской духовности, а также многочисленные переводы западноевропейской «душеполезной литературы» заложили основу для зарождения «соборной философии» XIX—XX веков.

### Русская религиозная философия в Российской империи
Расцвет русской религиозной философии был связан с подъёмом славянофильских настроений после победы России в Отечественной войне 1812 года. Успех русской армии в войне против французской коалиции сплотил аристократию вокруг ценностей славянства, выразившихся, в частности, в идее «соборности». Концепция соборности и жертвенности русского народа была раскрыта, например, в трудах славянофила А. С. Хомякова.
И. В. Киреевский видел в зарождении русской религиозной философии выражение гармонии государственной и народной жизни в России. Он писал:

Всё, что препятствует правильному и полному развитию Православия, всё то препятствует развитию и благоденствию народа русского, всё, что даёт ложное и не чисто православное направление народному духу и образованности, всё то искажает душу России и убивает её здоровье нравственное, гражданское и политическое. Поэтому, чем более будут проникаться духом православия государственность России и её правительство, тем здоровее будет развитие народное, тем благополучнее народ и тем крепче его правительство и, вместе, тем оно будет благоустроеннее, ибо благоустройство правительственное возможно только в духе народных убеждений.

Герцен отмечал, что в российском славянофильстве первоначально присутствовал мощный оппозиционный, антиправительственный заряд. Выступая в защиту традиционных ценностей, они критиковали Петра I и династию Романовых как носителей европейского (прежде всего, немецкого) начала, противников подлинно русской (православной) культуры. Это спровоцировало их конфликт с властями, испуг перед репрессиями и переход на верноподданнические позиции. В частности, А. С. Хомяков по приказу свыше сбрил свою бороду — символ вызова петровской традиции.
«Нам учиться был страшный досуг. Мы, кроме книги, ни за что и не брались; мы удалялись от дела, оно было или так черно, или так невозможно, что не было выбора; люди, как Чаадаев, как Хомяков, исходили болтовнёй, ездили из гостиной в гостиную спорить о богословских предметах и славянских древностях. Мы все были отважны и смелы только в области мысли. В практических сферах, в столкновениях с властью являлась большей частию несостоятельность, шаткость, уступчивость. Хомякову было за сорок лет, когда ему Закревский велел обриться, и он обрился».
К началу XX-го столетия русская религиозная философия пришла к новому подъёму и снова постаралась синтезировать православную апологетику с немецкой или античной философией, что нередко встречало жёсткое противодействие со стороны православной церкви (Лев Толстой был предан анафеме, религиозно-философские собрания были запрещены Синодом и т. п.). Большое влияние на русскую религиозную философию в XX-ом веке оказала «философия всеединства» В. С. Соловьёва, тяготевшего к экуменизму и обращавшегося к широким пластам западноевропейской религиозной литературы.
Апогеем русской религиозной философии в Российской империи стало творчество Л. Н. Толстого и Ф. М. Достоевского, получившее мировое признание не только как литературное, но и как религиозно-философское достояние.

### Русская религиозная философия в эмиграции

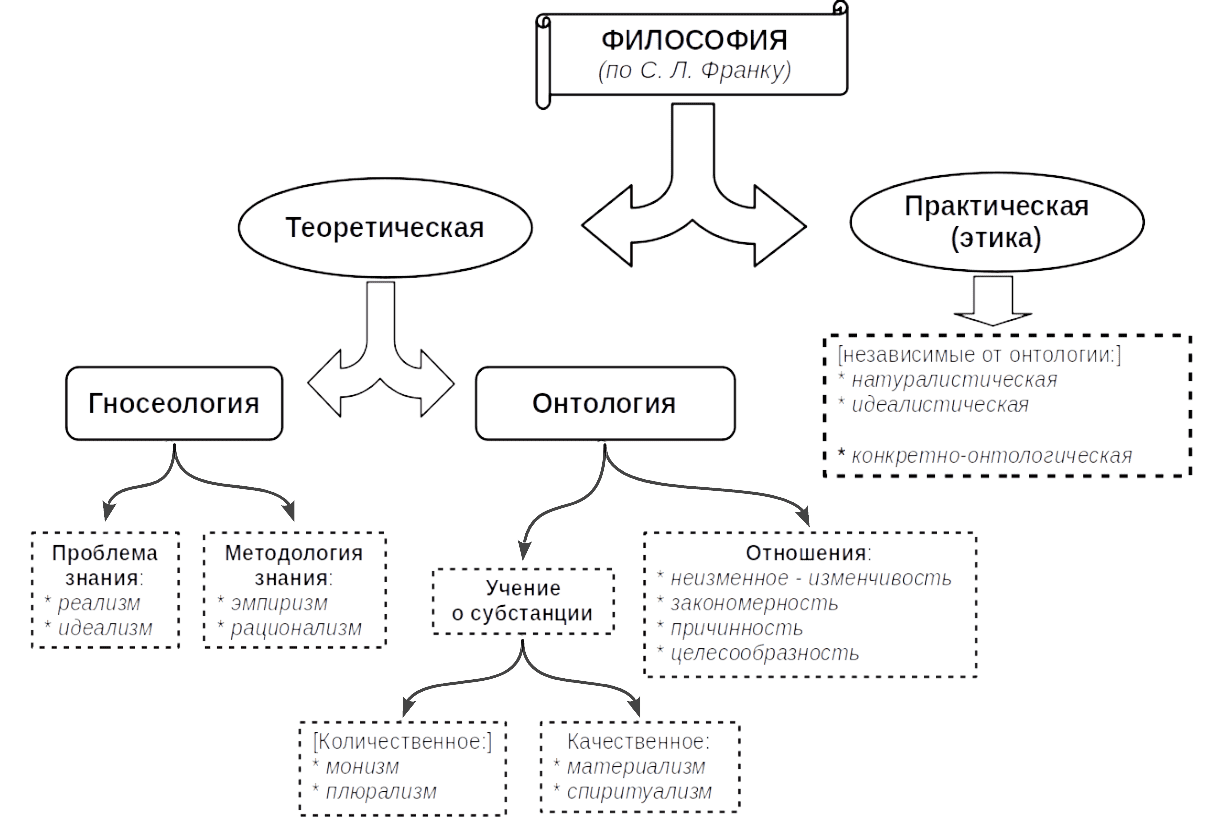
Схема философии по С. Л. Франку

Среди крупнейших русских религиозных философов в эмиграции были такие мыслители как Н. Бердяев, С. Булгаков, Л. Карсавин, С. Франк.

### Русская религиозная философия в СССР
Хотя развитие русской религиозной философии в СССР не одобрялось государством, тем не менее, неофициально велась деятельность религиозных кружков, а среди русских философов, ставших советскими гражданами, были некоторые крупные религиозные мыслители, в частности, Павел Флоренский и А. Ф. Лосев.

## Важнейшие представители
- Сковорода, Григорий Саввич
- Гамалея, Семён Иванович
- Новиков, Николай Иванович
- Хомяков, Алексей Степанович
- Киреевский, Иван Васильевич
- Соловьёв, Владимир Сергеевич
- Андреев, Даниил Леонидович
- Достоевский, Фёдор Михайлович
- Леонтьев, Константин Николаевич
- Юркевич, Памфил Данилович
- Булгаков, Сергей Николаевич
- Карсавин, Лев Платонович
- Бердяев, Николай Александрович
- Степун, Фёдор Августович
- Флоренский, Павел Александрович
- Лосский, Николай Онуфриевич
- Флоровский, Георгий Васильевич
- Франк, Семён Людвигович
- Арсеньев, Николай Сергеевич
- Лосев, Алексей Фёдорович
- Друскин, Яков Семёнович
- Асмус, Валентин Фердинандович
- Розанов, Василий Васильевич
- Зандер, Лев Александрович
- Зёрнов, Николай Михайлович

## Критика
- Блок А. А. «Религиозные искания» и народ. // Знамя труда. 25 января (7 февраля) 1918.
- Косяков Д. Русская религиозная философия. А был ли мальчик? Часть 1 Часть 2
- Плеханов Г. В. О так называемых религиозных исканиях в России. Статья третья «Евангелие от декаданса». Избранные философские произведения. В 5 т. Т. 3. — М.: Госполитиздат, 1957.
- Семёнов Ю. И. О русской религиозной философии конца XIX — начала XX века. // Интернет-журнал «Скепсис».